# Mathos
Mathos (Punisk: 𐤌‬𐤈‬𐤀‬, mṭʾ; Græsk: Μάθως, transskription: Máthōs; døde ca. 237 f.Kr.) var en berber fra de nordafrikanske besiddelser af Karthago. Han blev rekrutteret til den karthagiske hær under den første puniske krig (264-241 f.Kr.) på et tidspunkt før 241 f.Kr. Mathos' fødselsdato er ukendt, og det samme gælder de fleste detaljer om hans aktiviteter forud for, at han fik en fremtræden rolle som lavtstående officer i 241 f.Kr.
Efter den første puniske krig forsøgte Karthago at betale sine soldater mindre end det fulde beløb, som de skyldte disse soldater. Mathos blev et fremtrædende medlem af den gruppe af hæren, der ønskede at modsætte sig dette. Da uenigheden brød ud i fuldskala mytteri (også kendt som lejesoldatkrigen), blev han valgt som general af sine medsoldater og blev deres de facto leder. Mathos spredte nyheden om mytteriet til de vigtigste afrikanske bosættelser og byer, som var under karthagisk kontrol, hvilket resulterede i at disse rejste sig i oprør og tilsluttede sig mytterisoldaterne. Proviant, penge og 70.000 forstærkninger strømmede ind til Mathos' oprørstropper. I tre år ledte Mathos oprørerne i en stadig mere bitter kamp mod Karthago. I sidste ende blev oprørerne bragt til kamp nær Leptis Parva og besejret af Karthago. Mathos blev fanget og ført til Karthago, hvor han blev slæbt gennem gaderne og tortureret til døde af dets borgere.